# Cheirogaleus andysabini
Cheirogaleus andysabini (Макі ) — вид лемуровидих мадагаскарських приматів. Один з видів карликових лемурів, відомий тільки з Національного парку фр. Montagne d'Ambre в Мадагаскарі. Знаходиться в небезпеці в результаті збезлісення і, можливо, полювання з сусідніх популяцій людини.

## Етимологія
Вид названий на честь Нью-Йоркського філантропа Енді Сабіна, який працює для захисту видів, особливо амфібій, черепах і приматів і підтримці багатьох проектів на Мадагаскарі. 

## Опис
Голотип, доросла самка, має довжину тіла 18,2 см, довжина хвоста 27 см, а вага 310 гр. Таким чином, C. andysabini трохи менше, ніж C. crossleyi, а черепна коробка вища. На додаток до кольору шерсті, вид генетично відрізняється від своїх найближчих родичів. Генетична відстань до C. crossleyi і C. lavasoensis аналізу ДНК генів білка цитохрому b становить 5,6–8,1%.
Голова, спина і кінцівки червонувато-коричневі. Волосяний покрив знизу нижньої щелепи, а також живіт і внутрішня поверхня рук і ніг білі. Райони навколо очей буро-чорні, з білою плямою між очима, що наближається до м'ясистої частини носа. 

## Поширення
Cheirogaleus andysabini спостерігається на висотах 541-1073 м над рівнем моря.